# Morelia, Michoacán
Morelia, sau Uaianarhio în limba Purepecha a nativilor, cunoscut anterior sub numele de Ciudad de Mechuacán (1541 - 1545), respectiv Valladolid (între 1545 - 1828) este un oraș,  capitala statului statului Michoacán din Mexic. Orașul se află în Valea Guayangareo și este capitala și cel mai mare oraș al statului. Principalele culturi prehispanice de aici au fost Purépecha și Matlatzinca, dar nu au fost întemeiate orașe majore în vale în această perioadă. Spaniolii au preluat controlul asupra zonei în anii 1520. Spaniolii sub viceregele Antonio de Mendoza au fondat aici o așezare în 1541 cu numele Valladolid, care a devenit rivală cu orașul din apropiere Pátzcuaro pentru dominația în Michoacán. În 1580, această rivalitate s-a încheiat în favoarea lui Valladolid și a devenit capitala provinciei viceregale. După Războiul de Independență al Mexicului, orașul a fost redenumit Morelia în onoarea lui José María Morelos, care provenea din oraș. În 1991, orașul a fost declarat patrimoniu mondial UNESCO pentru clădirile sale istorice bine conservate și pentru structura centrului istoric. Populația orașului în 2020 era de 743.275 de locuitori. Municipiul avea 849.053 de locuitori, iar Zona Metropolitană, compusă din municipiile Morelia, Tarímbaro și Charo, avea 988.704 locuitori, conform recensământului XIV.

## Istoric
Așezările umane din Valea Guayangareo în care se află Morelia au fost datate încă din secolul al VII-lea. Artefactele găsite aici au arătat influența culturii Teotihuacan asupra culturilor timpurii din această zonă. În secolul al XII-lea, Purépecha a ajuns în vale. Ei au dominat-o politic pentru restul perioadei prehispanice, dar nu au construit aici nicio așezare majoră. Între secolul al XII-lea și al XV-lea, Matlatzincas s-au mutat în zonă cu permisiunea Purépechas, care aveau sediul în jurul lacului Pátzcuaro din apropiere. Principala așezare Matlatzinca a fost locul în care se află astăzi Júarez Plaza din oraș.
Spaniolii au ajuns în Valea Guayangareo între 1525 și 1526, în frunte cu Gonzalo Gómez. În anii 1530, zona a fost evanghelizată de franciscani precum Juan de San Miguel și Antonio de Lisboa.